# カラ・クムの戦い
カラ・クムの戦い（カラ・クムのたたかい）とは、1219年夏にアラーウッディーン・ムハンマド率いるホラズム軍と、ジョチ率いるモンゴル帝国軍との間で行われた戦闘。
ホラズム側は国王自ら率いる精鋭軍で、モンゴル側は王子の率いる一分遣隊に過ぎなかったにもかかわらず、戦闘は両者拮抗して痛み分けの形で終わった。この一戦を通じてモンゴル側はホラズム軍の実力を見極めて自信を深め、逆にホラズム側は野戦におけるモンゴル軍の恐ろしさを思い知り、以後の両国の戦略に多大な影響を与えたと評されている。
この戦いは2000年代まで1216年に起こったものとする説が主流で、モンゴルのホラズム侵攻とは直接関係ないとされていたが、杉山正明の論考によって実際には1219年に起こりモンゴルのホラズム侵攻とも密接に関わる戦闘であったことが明らかにされている。

## 背景

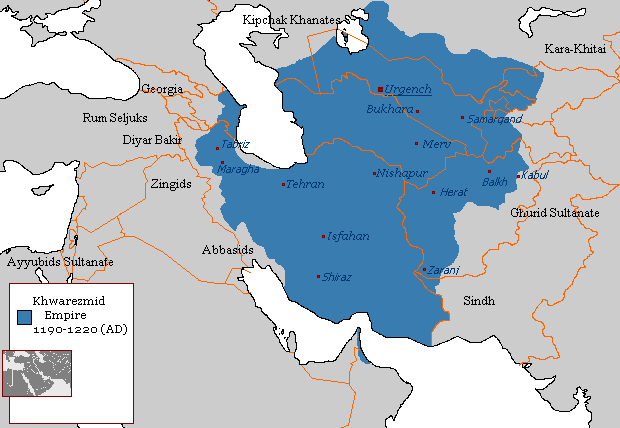
ホラズム・シャー朝の最大版図

13世紀初頭、中央ユーラシアの東方（モンゴル高原）ではテムジン率いるモンゴル部、西方（中央アジア）ではアラーウッディーン率いるホラズム国という2大勢力が急速に勢力を拡大した。更に、1210年代にはモンゴル帝国は華北の金朝、ホラズム・シャー朝はイラン方面に進出することで、それぞれ多民族を統べる大帝国を築きつつあった。同じ頃、両国の中間にあたるアルタイ山脈から天山山脈にかけては、かつてモンゴル帝国によって滅ぼされたメルキト部とナイマン部の残党が逃れ込み、ナイマン部のクチュルクはカラ・キタイ朝を乗っ取るに至っていた。
1216年（丙子）、華北からモンゴル高原に帰還したチンギス・カンは、かつて滅ぼしたメルキト部・ナイマン部の残党が西方で復興をたくらんでいること、また一度はモンゴルに服属した西北方面の「森林の民（ホイン・イルゲン）」が叛乱を起こしたを知った。そこで、翌1217年（丁丑）にはスブタイ（「四狗」の一人）率いる軍団をケム・ケムジュートのメルキト部の下に、ボロクル（「四駿」の一人）率いる軍団を叛乱を起こした「森林の民（ホイン・イルゲン）」の下に、そして1218年（戊寅）にジェベ（「四狗」の一人）率いる軍団を天山山脈のナイマン部＝カラキタイの下へ、それぞれ派遣した。なお、金朝への出兵時に西北方面の抑えとして2千人隊を率い残留したトクチャルもスブタイ軍に合流するよう命じられている。
このうち、ジェベとスブタイは順調に敵軍を討伐したが、ボロクル軍のみは敵軍の奇襲を受けて指揮官のボロクルが死亡してしまうという事態に陥った。そこで、1218年（丙寅）に授軍として出征したのがチンギス・カンの長男ジョチであり、恐らくはスブタイらの軍団も指揮下に入れ、キルギス部を初めとする「森林の民（ホイン・イルゲン）」を平定した。一方、スブタイらに敗れたメルキト部残党の中でクルトゥカン・メルゲンのみは更に西北方面に逃れてキプチャク草原東端に出、これを迫ったモンゴル軍は期せずしてホラズム朝の支配圏に侵入することになった。
一方、ホラズムのアラーウッディーンもまた早い段階から自国領に侵入したメルキト部の動きを察知しており、これを撃退すべくサマルカンドからブハラを経由してジャンドに至った。ジャンドに到着したアラーウッディーンはメルキト部を追撃するモンゴル軍もまた西進してきたことを知ると、モンゴル軍に打撃を与える絶好の機会と見てサマルカンドに戻って精鋭軍を招集し、自ら軍勢を率いて北上した。こうして、ともにメルキト部残党を討伐するべく出征したモンゴル軍とホラズム軍は、「カンクリ族の住まう地」カラ・クムで激突することになった。

## 戦闘

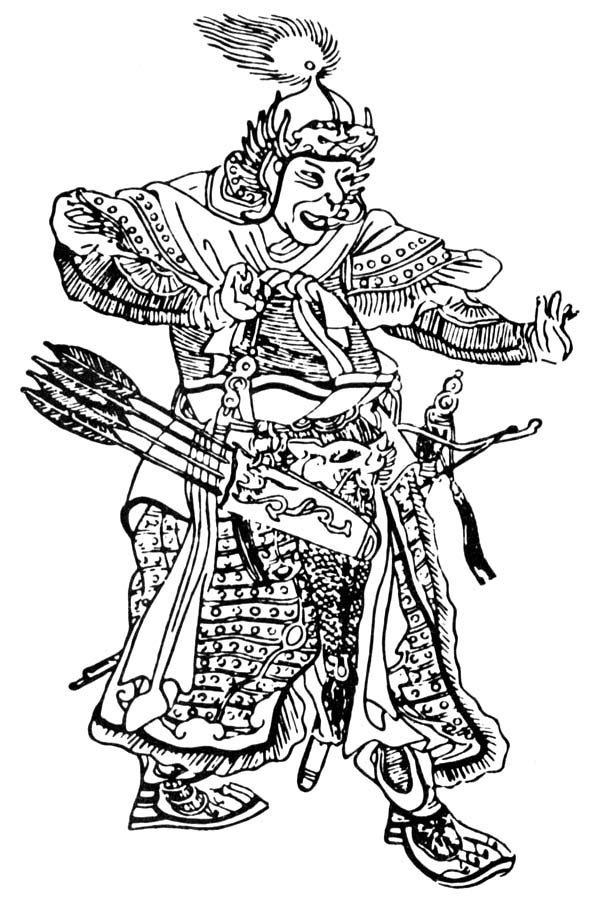
スブタイの肖像画

メルキト部残党・モンゴル軍の跡を辿ってきたホラズム軍はチュー川河畔で無数のメルキト兵の死骸を見つけると、僅かな生き残りからモンゴル軍とメルキト部残党の戦いはその日のうちに行われたこと、モンゴル軍が戦場を去って間もないことを知った。そこで、ホラズム軍は急ぎモンゴル軍を追跡し、遂に「カンクリたちの居住地であるカラ・クム」にて両軍は接触した。当初、既にメルキト部残党を覆滅するという目的を遂げたモンゴル軍は戦闘に消極的で、ホラズム側から手出しさえしなければ戦闘する気はないと申し伝えたものの、ホラズム側は当然了承することなく、やむなくモンゴル軍が応戦する形で両軍は戦闘状態に入った。
カラ・クムの戦いについて唯一詳しく語るのはジュヴァイニーの『世界征服者の歴史』であり、「クチュルクとトク・トガン（＝トクトア・ベキ）」の章にて両軍の戦いを以下のように記述している。
ジュヴァイニーにはモンゴル側の指揮官が明記されていないが、『集史』「チンギス・カン紀」には「ホラズム・シャーのカラウル（哨戒兵）たるかの諸部族は、モンゴル軍がこの境域に近づいているとの知らせをよこした。スルターンは彼らを追尾して進発した。モンゴルのある語り手がいうには、この諸軍団はといえば、チンギス・カンがスベエテイ（スブタイ）・バハードゥルとコンギラト部のトガチャルをそれらの指揮官となして、クドゥとの戦いにつかわしたものであった」と記され、先にメルキト部残党討伐のために派遣されたスブタイとトクチャルであったことがわかる。ただし、全軍の司令官たるジョチも戦場にいたのか、もしくは前線指揮官たるスブタイとトクチャルの直属軍のみで戦闘に挑んだのか、定かではない。
ジュヴァイニーによると、両軍はともに遊牧国家伝統の右翼・中央・左翼からなる3軍体制を取って戦闘に臨んだが、やがてモンゴル側の右翼軍が優勢となってアラーウッディーン率いる中央軍が脅かされるようになった。ホラズム側の右翼軍を率いる王子ジャラールッディーン・メングベルディーが救援に入ったことでアラーウッディーンは危機を逃れたが、両軍ともに決めてを欠いたまま日没を迎え、遂に明確な勝敗が決まらないまま両軍は撤兵した。
なお、『元史』巻121スブタイ（速不台）伝に「己卯（1219年）、大軍は蟾河（チュー川）に至り、メルキト（滅里吉）と遭遇し、一戦してその二将を捕らえ、その衆を悉く降らせた。その部主クドゥはキプチャク（欽察）に逃れ、スブタイはこれを追って、キプチャクと玉峪に戦い、これを破った」とあるのは、まさにジュヴァイニーの伝える「カラ・クムの戦い」と同じ戦役を指しているとみられる。
ロシア人史家V.V.バルトリドは同列伝でスブタイが出征した年が丙子（1216年）とされること、ジュヴァイニー以外のイスラム史家でこの戦役をヒジュラ暦612年（1215年〜1216年）する史家（ナサヴィー）がいることから、この戦いを1216年のこととする。しかし、上述したようにスブタイ（速不台）伝は戦いのあった年を己卯（1219年）と明記する上、そもそもナサヴィー以外の同時代史書は一致してこの戦いを1218年〜1219年のこととしており、バルトリドの議論は成り立たないと杉山正明によって指摘されている。

## 影響

モンゴルのホラズム進出

ジュヴァイニーの『世界征服者の歴史』は、戦後の両軍の対応について以下のように記している。
実際に、この記述を裏付けるように、『集史』や『聖武親征録』といった史料はジョチ率いる軍団の西北地方平定が済んだ直後に、チンギス・カン自ら軍を率いての「大征西」が始まったことを伝えている。モンゴル帝のホラズム・シャー朝遠征は、1218年の「オトラル事件」を切っ掛けとして始まったとするのが一般的であるが、実際にはその前年からメルキト部残党への対応を巡って両軍の駆け引きは始まっており、両国の全面衝突は既定の路線であったと現在では考えられている。時系列としては、1216年のモンゴル高原への帰還時からすでにホラズム出兵の準備は始まり、その前段階として1217年から翌1218年にかけてメルキト・ナイマン残党の討伐が行われ、1219年夏の「カラ・クムの戦い」による「ホラズム軍の勇敢さを品定め」を経てモンゴル軍本隊の出征が始まったものとみられる。
一方、ホラズムの側では自ら精鋭軍を率いて臨んだにもかかわらず、一分遣隊に過ぎないモンゴル軍に押され、息子の救援がなければ自らの身すら危うかったスルターン＝アラーウッディーンは自信喪失してしまった。モンゴルのホラズム侵攻において、アラーウッディーンは一度も自ら軍を率いて出征することなく、オアシス都市に籠城しての防戦を徹底させたが、この戦略方針には「カラ・クムの戦い」における手痛い失敗が多大な影響を与えたと指摘されている。
なお、従来ではホラズム領に侵攻したモンゴル軍は因縁の地オトラルで「集結」した後、いくつかの別働隊に分かれてホラズムの諸城をそれぞれ攻めたとされる。しかし、杉山正明は「カラ・クムの戦い」の流れを明らかにした上で、シル河上流で得た優勢を棄ててまでジョチ軍がわざわざオトラルで他軍と合流するとは考えづらく、ジョチ軍のみは「カラ・クムの戦い」後に本隊と合流することなくそのままホラズム領侵攻に加わったのではないかと指摘している。